# Lithodes turkayi
La centolla (Lithodes turkayi) es una especie de crustáceo decápodo que integra el género de cangrejos litódidos Lithodes. Habita el lecho marino de las frías aguas del sudoeste del océano Atlántico y del sudeste del océano Pacífico, además de haber conquistado también el océano Antártico. Posee pinzas simétricas, cubiertas de espinas, al igual que ocurre sobre sus largas patas y en el caparazón; en este último son muy notables al ser mucho más largas y gruesas.  

## Taxonomía, distribución y hábitat
Lithodes turkayi fue descrita originalmente en el año 1988 por el carcinólogo español Enrique Macpherson. La localidad tipo es la meseta submarina situada al sur de las islas Malvinas.
El holotipo, descrito e ilustrado por Macpherson, es una hembra relativamente pequeña (58 x 55 mm) que difiere en varios aspectos de muestra grandes de ejemplares adultos.
Esta es una especie poco conocida. Habita el lecho de aguas marinas frías, en profundidades de entre 70 y 1696 m. En el sudeste del océano Pacífico se encuentra desde Chile Central (lejos de las costas a la latitud 31°S) hacia el sur, hasta el área central del Estrecho de Magallanes y el canal Beagle oriental. En el sudoeste del océano Atlántico fue registrada tanto al norte como al sur de las islas Malvinas, en el banco Burdwood en las islas Aurora y en las islas Georgias del Sur por el este. Esta sería la distribución más segura.
También fue indicada como conquistando la Antártida (océano Antártico), en la zona oriental del mar de Bellingshausen (islas Shetland del Sur), sin embargo, la identidad de los ejemplares de esa zona es incierta, especulándose que más probablemente pertenezcan a Lithodes macquariae. Esta última similar especie se distingue por un menor número de espinas y escasos gránulos que cubren los artículos de pereiópodos y por tener las patas caminadoras casi lisas o con pocos gránulos. Las dos especies se pueden también distinguir por la escultura del pleon del macho.
Los registros sudamericanos de la muy similar Lithodes murrayi serían confusiones con esta especie.